# Singt dem König Freudenpsalmen

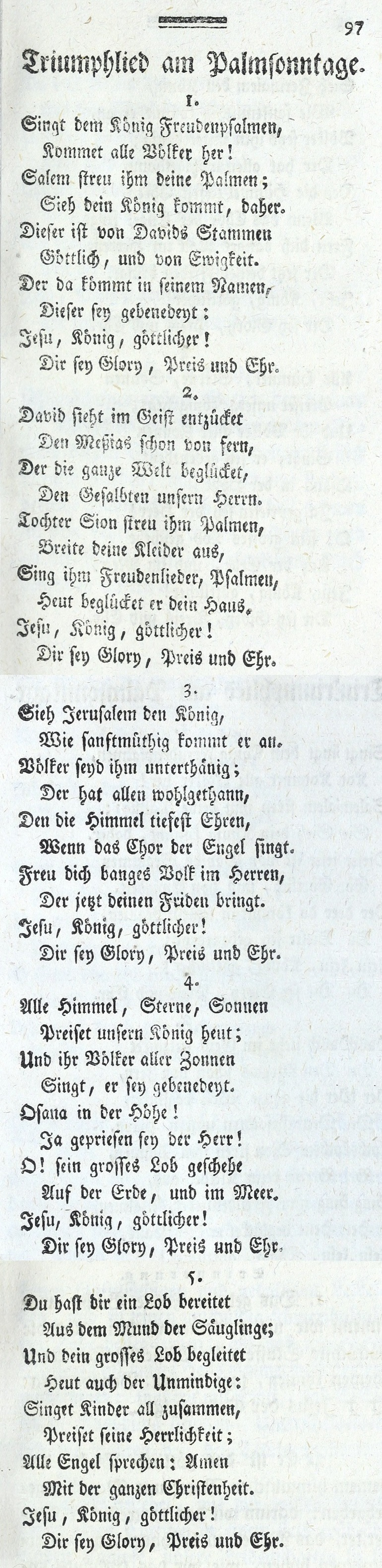
Singt dem König Freudenpsalmen, Originaltext, Salzburg 1783

Singt dem König Freudenpsalmen ist ein katholisches Kirchenlied zum Palmsonntag. Der Text eines unbekannten Verfassers wurde 1783 zuerst gedruckt und in der Folgezeit vielfach überarbeitet. Ihm wurden verschiedene Melodien zugeordnet. Im Gotteslob steht er mit der Singweise der Kölner Tradition (Nr. 280).

## Ursprung und Rezeption
Als Wechselgesang zur Palmsonntagsprozession sieht die Messordnung des römischen Ritus das Gloria, laus et honor von Theodulf von Orléans vor. Bereits im 18. Jahrhundert wurden dieser und andere Gesänge der lateinischen Liturgie für den Volksgesang auf Deutsch nachgedichtet. Eine Sammlung solcher Hymnen-Nachdichtungen, die 1773 in Wien erschien, bot das Lob und Ehre sei dir, das dem lateinischen Original auch formal sehr nahe bleibt.
Demgegenüber entfernt sich Singt dem König Freudenpsalmen deutlich von der Vorlage. Inhaltlich sowie durch den kehrversartigen Strophenschluss ist die Vorlage jedoch präsent:
„Jesu, König, göttlicher!
Dir sey Glory, Preis und Ehr.“
Dieser Kehrvers entfiel allerdings in manchen späteren Fassungen, so auch in der Gotteslobversion.
Der Text findet sich mit einer neu komponierten Melodie erstmals im zweiten Teil des Gesang- und Andachtsbuchs Der heilige Gesang zum Gottesdienste in der römisch-katholischen Kirche, Salzburg 1783, und trägt dort die Überschrift „Triumphlied am Palmsonntage“. Im Inhaltsverzeichnis heißt es „Kirchenlied am Palmsonntag nach der Palmweyhe bey der Proceßion“. Das ist der liturgische Ort des Liedes bis heute.
Im 19. Jahrhundert fand das Lied, textlich variiert und mit verschiedenen Melodien, Aufnahme in zahlreiche Regional- und Diözesangesangbücher. Dabei konkurrierte es mit dem Lob und Ehre sei dir, das sich auch heute noch in diözesanen Eigenteilen des Gotteslob findet. Im gemeinsamen Teil des Gotteslob (1975) fehlte Singt dem König, da die regionalen Versionen zu unterschiedlich waren. Auch in Diözesanteilen zum Gotteslob 2013 finden sich noch hier und da die vertrauten Eigenfassungen, so für das Bistum Münster Sion, singe Jubelpsalmen (Nr. 770).

## Text
Wie die lateinische Vorlage identifiziert Singt dem König den palmsonntäglichen Einzug von Klerus und Volk mit gesegneten Zweigen in die Kirche mit dem Einzug Jesu in Jerusalem. Die biblischen Perikopen beschreiben diese Szene mit davidischen und messianischen Anspielungen als Erfüllung der Hoffnungen „Zions“ und setzen Zion mit dem neuen Bundesvolk, der Kirche, gleich. Kern- und Schlüsselwort ist der Hosannaruf.
1. Singt dem König Freudenpsalmen,

Völker, ebnet seine Bahn!

Zion, streu ihm deine Palmen,

sieh dein König naht heran!

Der aus Davids Stamm geboren,

Gottes Sohn von Ewigkeit,

uns zum Heiland auserkoren:

Er sei hoch gebenedeit!

2. David sah im Geist entzücket

den Messias schon von fern,

der die ganze Welt beglücket,

den Gesalbten, unsern Herrn.

Tochter Zion, streu ihm Palmen,

breite deine Kleider aus,

sing ihm Lieder, sing ihm Psalmen,

heut beglücket er dein Haus.

3. Sieh, Jerusalem, dein König,

sieh, voll Sanftmut kommt er an!

Völker, seid ihm untertänig,

er hat allen wohlgetan!

Den die Himmel hochverehren,

dem der Chor der Engel singt,

dessen Ruhm sollt ihr vermehren,

da er euch den Frieden bringt!

4. Geister, die im Himmel wohnen,

preist den großen König heut;

und ihr Völker aller Zonen

singt, er sei gebenedeit!

Singt: Hosanna in den Höhen,

hoch gepriesen Gottes Sohn!

Mögen Welten einst vergehen,

ewig fest besteht sein Thron.
Die 5. Strophe des Originals, die auf Mt 21,15–16  Bezug nimmt, hat in der aktuellen Textfassung keine Entsprechung.

## Melodien
Die Salzburger Originalmelodie setzte sich nirgends durch. 1808 veröffentlichte Melchior Ludolf Herold in seinem Melodienbuch eine Singweise, die im Bistum Paderborn in Gebrauch blieb. Ihre Anfangszeilen finden sich auch in der Münsteraner Melodie von 1897 wieder. Im Bistum Hildesheim ist eine Eichsfelder Melodie aus dem frühen 19. Jahrhundert verbreitet. Die Salzburger, Paderborner und Hildesheimer Melodien umfassten auch den kehrversartigen Strophenschluss.
Im Erzbistum Köln wurde Singt dem König traditionell mit einer Melodie gesungen, die in einem Bamberger Andachtsbuch von 1732 erstmals mit geistlichem Text erscheint und fast zeitgleich von der Herrnhuter Brüdergemeine für Zinzendorfs Herz und Herz vereint zusammen adaptiert wurde (und später für weitere Texte). Für diese Melodie entschieden die Redaktoren des Gotteslob 2013. Dort ist sie auch mit Also sprach beim Abendmahle (Nr. 281) verbunden. In ihrem achtzeiligen Strophenschema entfällt der originale Kehrvers. Die gleiche Melodie verwenden auch zwei Lieder aus dem Evangelischen Gesangbuch, Herz und Herz vereint zusammen (EG 251) und Bei dir, Jesu, will ich bleiben (EG 406).